# Atletism la Jocurile Mondiale Universitare de vară din 2025
Probele sportive de atletism la Jocurile Mondiale Universitare de vară din 2025 s-au desfășurat în perioada 21-27 iulie 2025 la Bochum, Germania, pe Lohrheidestadion.

## Rezultate
RM - record mondial; RC - record al competiției; RN - record național; PB - cea mai bună performanță a carierei

### Masculin
| Event                 | Aur                                                                        | Aur        | Argint                                                                            | Argint     | Bronz                                                                       | Bronz       |
| 100 m                 | Bayanda Walaza (RSA)                                                       | 10,16      | Puripol Boonson (THA)                                                             | 10,22      | Hiroki Yanagita (JPN)                                                       | 10,23       |
| 200 m                 | Bayanda Walaza (RSA)                                                       | 20,63      | Adrià Alfonso Medero (ESP)                                                        | 20,70      | Lee Jae-seong (KOR)                                                         | 20,75       |
| 400 m                 | Lythe Pillay (RSA)                                                         | 44,84      | Patrik Simon Enyingi (HUN)                                                        | 45,41      | Edoardo Scotti (ITA)                                                        | 45,61       |
| 800 m                 | David Barroso (ESP)                                                        | 1:47,64    | Maciej Wyderka (POL)                                                              | 1:48,01    | Mehmet Celik (TUR)                                                          | 1:48,07     |
| 1500 m                | Filip Ostrowski (POL)                                                      | 3:46,10    | Titouan Le Grix (FRA)                                                             | 3:46,32    | Samuel Charig (GBR)                                                         | 3:46,62     |
| 5000 m                | Arthur Gervais (FRA)                                                       | 15:02,00   | David Mullarkey (GBR)                                                             | 15:02,39   | Collins Kiprotich (KEN)                                                     | 15:02,47    |
| 10 000 m              | Brian Musau (KEN)                                                          | 28:42,39   | David Mullarkey (GBR)                                                             | 28:43,44   | Mario Priego (ESP)                                                          | 28:45,02 PB |
| 110 m garduri         | Tatsuki Abe (JPN)                                                          | 13,47      | Ángel Díaz Rodríguez (ESP)                                                        | 13,59      | Mondray Barnard (RSA)                                                       | 13,59       |
| 400 m garduri         | Berke Akçam (TUR)                                                          | 49,29      | Ryan Matulonis (USA)                                                              | 49,38 PB   | Patrik Dömötör (SVK)                                                        | 49,45       |
| 3000 m obstacole      | Ruben Querinjean (LUX)                                                     | 8:18,46    | Alejandro Quijada (ESP)                                                           | 8:20,70 PB | István Palkovits (HUN)                                                      | 8:35,05 PB  |
| 4×100 m               | Coreea de Sud Lee Jaeseong Kim Jeongyun Nwamadi Joeljin Seo Minjun         | 38,50      | Africa de Sud Kyle Zinn Retshidisitswe Mlenga Mthi Mthimkulu Bayanda Walaza       | 38,80      | India Lalu Bhoi Animesh Kujur Manikanta Hoblidhar Dondapati Mrutyam Jayaram | 38,89       |
| 4×400 m               | Polonia Daniel Sołtysiak Marcin Karolewski Wiktor Wróbel Maksymilian Szwed | 3:03,64    | Statele Unite ale Americii Joey Gant Xavier Donaldson Ryan Matulonis Jake Palermo | 3:04,34    | Turcia İlyas Çanakçı Kubilay Ençü Berke Akçam İsmail Nezir                  | 3:04,40     |
| Semimaraton           | Ma Xiuzhen (CHN)                                                           | 1:12:48 PB | Makoto Tsuchiya (JPN)                                                             | 1:12:58    | Mariya Noda (JPN)                                                           | 1:13:16     |
| Semimaraton pe echipe | Japonia Shinsaku Kudo Ryuto Uehara Kento Baba                              | 3:07:52    | Turcia Ramazan Baştuğ Ayetullah Aslanhan Azat Demirtaş                            | 3:13:56    | China Ma Rui Chen Zhongping Wang Wenjie                                     | 3:17:45     |
| 20 km marș            | Andrea Cosi (ITA)                                                          | 1:19:48 RC | Atsuki Tsuchiya (JPN)                                                             | 1:20:08    | Mykola Rushchak (UKR)                                                       | 1:20:10     |
| 20 km marș pe echipe  | Japonia Atsuki Tsuchiya Keisuke Hara Taisei Yoshizako                      | 4:03:45    | Australia William Thompson Timothy Fraser Isaac Bearcroft Corey Dickson           | 4:04:50    | China Hu Xuanfei Huang Peiyang Sun Chaofan                                  | 4:09:07     |
| Săritura în înălțime  | Yonathan Kapitolnik (ISR)                                                  | 2,27 m     | Fu Chao-hsuan (TPE)                                                               | 2,25 m     | Roman Anastasios (AUS)                                                      | 2,20 m      |
| Săritura cu prăjina   | Simen Guttormsen (NOR)                                                     | 5,75 m PB  | Valters Kreiss (LAT)                                                              | 5,65 m     | Márton Böndör (HUN)                                                         | 5,55 m      |
| Săritura în lungime   | Shu Heng (CHN)}                                                            | 8,09 m     | Koki Fujihara (JPN)                                                               | 8,00 m     | Luka Herden (GER)                                                           | 7,96 m      |
| Triplusalt            | Connor Murphy (AUS)                                                        | 16,77 m    | Praveen Chithravel (IND)                                                          | 16,66 m    | João Pedro Silva de Azevedo (BRA)                                           | 16,35 m PB  |
| Aruncarea greutății   | Aiden Smith (RSA)                                                          | 20,25 m    | Xing Jialiang (CHN)                                                               | 20,08 m    | Riccardo Ferrara (ITA)                                                      | 19,91 m     |
| Aruncarea discului    | Miká Sosna (GER)                                                           | 64,26 m    | Steven Richter (GER)                                                              | 61,77 m    | Mâhailo Brudin (UKR)                                                        | 60,71 m     |
| Aruncarea ciocanului  | Mîhailo Kohan (UKR)                                                        | 77,10 m    | Merlin Hummel (GER)                                                               | 77,03 m    | Giorgio Olivieri (ITA)                                                      | 73,78 m     |
| Aruncarea suliței     | Simon Wieland (SUI)                                                        | 79,33 m    | Nick Thumm (GER)                                                                  | 78,47 m    | Topias Laine (FIN)                                                          | 75,96 m     |
| Decatlon              | Benjamin Guse (AUS)                                                        | 7918 PB    | Aleksi Savolainen (FIN)                                                           | 7619 PB    | Nino Portmann (SUI)                                                         | 7614        |

### Feminin
| Probă sportivă        | Aur                                                                    | Aur         | Argint                                                                                          | Argint      | Bronz                                                                  | Bronz       |
| 100 m                 | Georgia Harris (AUS)                                                   | 11,44       | Magdalena Stefanowicz (POL)                                                                     | 11,49       | Gabriella Marais (RSA)                                                 | 11,51       |
| 200 m                 | Vittoria Fontana (ITA)                                                 | 22,79 PB    | Léonie Pointet (SUI)                                                                            | 22,81       | Esperança Cladera (ESP)                                                | 23,03       |
| 400 m                 | Barbora Malíková (CZE)                                                 | 51,52       | Veronika Drljačić (CRO)                                                                         | 51,66 PB    | Alessandra Bonora (ITA)                                                | 52,41       |
| 800 m                 | Eloisa Coiro (ITA)                                                     | 1:59,84     | Veronica Vancardo (SUI)                                                                         | 2:00,08     | Daniela García (ESP)                                                   | 2:00,12     |
| 1500 m                | Joceline Wind (SUI)                                                    | 4:19,96     | Sarah Calvert (GBR)                                                                             | 4:20,18     | Kimberley May (NZL)                                                    | 4:20,39     |
| 5000 m                | Julia David-Smith (FRA)                                                | 15:34,57 PB | Seema Seema (IND)                                                                               | 15:35,86    | Emily Jane Parker (GBR)                                                | 15:36,12    |
| 10 000 m              | Klara Lukan (SLO)                                                      | 31:25,84 RC | Sarah Wanjiru (KEN)                                                                             | 31:41,80 PB | Alicia Berzosa (ESP)                                                   | 32:00,73 PB |
| 100 m garduri         | Saara Keskitalo (FIN)                                                  | 12,88       | Anna Tóth (HUN)                                                                                 | 12,88       | Alicja Sielska (POL)                                                   | 12,95       |
| 400 m garduri         | Alice Muraro (ITA)                                                     | 54,60 PB    | Michelle Smith (ISV)                                                                            | 55,65       | Sára Mátó (HUN)                                                        | 55,92       |
| 3000 m obstacole      | Ilona Mononen (FIN)                                                    | 9:31,86 PB  | Ankita Dhyani (IND)                                                                             | 9:31,99     | Adia Budde (GER)                                                       | 9:33,34     |
| 4×100 m               | Australia Georgia Harris Kristie Edwards Olivia Inkster Jessica Milat  | 43,46       | Elveția Larissa Bertényi Léonie Pointet Iris Caligiuri Soraya Becerra                           | 43,47       | Germania Louise Wieland Talea Prepens Svenja Pfetsch Jolina Ernst      | 43,60       |
| 4×400 m               | Germania Vivienne Morgenstern Mona Mayer Sabrina Heil Yasmin Amaadacho | 3:29,68     | Polonia Kinga Gacka Weronika Bartnowska Paulina Kubis Aleksandra Formella                       | 3:30,21     | Canada Paige Willems Tyra Boug Georgia Oland Favour Okpali             | 3:34,16     |
| Semimaraton           | Ma Xiuzhen (CHN)                                                       | 1:12:48 PB  | Makoto Tsuchiya (JPN)                                                                           | 1:12:58     | Mariya Noda (JPN)                                                      | 1:13:16     |
| Semimaraton pe echipe | Japonia Makoto Tsuchiya Mariya Noda Ayaka Maeda Aoi Takahashi          | 3:39:32     | China Ma Xiuzhen Li Yingcui Wang Jiali                                                          | 3:49:04     | Turcia Nursena Çeto Dilek Öztürk Ezgi Kaya                             | 3:49:52     |
| 20 km marș            | Elizabeth McMillen (AUS)                                               | 1:28:18 =RC | Ning Jinlin (CHN)                                                                               | 1:28:32 PB  | Ji Haiying (CHN)                                                       | 1:29:14     |
| 20 km marș pe echipe  | China Ning Jinlin Ji Haiying Luo Yue                                   | 4:28:51     | Australia Elizabeth McMillen Olivia Sandery Alexandra Griffin Allanah Pitcher Rebecca Henderson | 4:31:20     | India Sejal Singh Munita Prajapati Mansi Negi Shalini Mahima Choudhary | 4:56:06     |
| Săritura în înălțime  | Una Stancev (ESP)                                                      | 1,91 m =PB  | Asia Tavernini (ITA)                                                                            | 1,89 m      | Elena Kulichenko (CYP)                                                 | 1,87 m      |
| Săritura cu prăjina   | Elien Vekemans (BEL)                                                   | 4,60 m      | Kitty Faye (NOR)                                                                                | 4,50 m      | Rachel Grenke (CAN)                                                    | 4,35 m PB   |
| Săritura în lungime   | Agate de Sousa (POR)                                                   | 6,70 m      | Xiong Shiqi (CHN)                                                                               | 6,68 m      | Natalia Linares (COL)                                                  | 6,67 m PB   |
| Triplusalt            | Sharifa Davronova (UZB)                                                | 14,33 m PB  | Linda Suchá (CZE)                                                                               | 13,89 m PB  | Desleigh Owusu (AUS)                                                   | 13,86 m PB  |
| Aruncarea greutății   | Axelina Johansson (SWE)                                                | 18,45 m     | Abria Smith (USA)                                                                               | 17,38 m     | Colette Uys (RSA)                                                      | 17,34 m     |
| Aruncarea discului    | Özlem Becerek (TUR)                                                    | 61,15 m     | Caisa-Marie Lindfors (SWE)                                                                      | 58,80 m     | Antonia Kinzel (GER)                                                   | 58,43 m     |
| Aruncarea ciocanului  | Zhao Jie (CHN)                                                         | 72,80 m     | Nicola Tuthill (IRL)                                                                            | 69,98 m     | Sara Killinen (FIN)                                                    | 67,80 m     |
| Aruncarea suliței     | Esra Türkmen (TUR)                                                     | 59,90 PB    | Evelyn Bliss (USA)                                                                              | 57,37       | Jana van Schalkwyk (RSA)                                               | 56,73       |
| Heptatlon             | Kate O'Connor (IRL)                                                    | 6487 PB     | Szabina Szűcs (HUN)                                                                             | 6081 PB     | Emelia Surch (AUS)                                                     | 6068 PB     |

### Mixt
| Probă sportivă | Aur                                                                        | Aur     | Argint                                                     | Argint  | Bronz                                                            | Bronz   |
| 4×400 m        | Daniel Soltysiak Weronika Bartnowska Marcin Karolewski Aleksandra Formella | 3:15,58 | Mthi Mthimkulu Precious Molepo Lythe Pillay Marlie Viljoen | 3:16,42 | Xavier Donaldson II Zoey Goldstein Jake Palermo Charlee Crawford | 3:17,91 |

## Clasament pe medalii
| Loc   | Țară                       | Aur | Argint | Bronz | Total |
| ----- | -------------------------- | --- | ------ | ----- | ----- |
| 1     | Japonia                    | 5   | 3      | 3     | 11    |
| 2     | Australia                  | 5   | 2      | 3     | 10    |
| 3     | China                      | 4   | 4      | 3     | 11    |
| 4     | Africa de Sud              | 4   | 2      | 4     | 10    |
| 5     | Italia                     | 4   | 1      | 4     | 9     |
| 6     | Polonia                    | 3   | 3      | 1     | 7     |
| 7     | Turcia                     | 3   | 2      | 3     | 8     |
| 8     | Germania                   | 2   | 3      | 4     | 9     |
| 8     | Spania                     | 2   | 3      | 4     | 9     |
| 10    | Elveția                    | 2   | 3      | 1     | 6     |
| 11    | Finlanda                   | 2   | 1      | 2     | 5     |
| 12    | Franța                     | 2   | 1      | 0     | 3     |
| 13    | Kenya                      | 1   | 1      | 1     | 3     |
| 14    | Cehia                      | 1   | 1      | 2     | 2     |
| 14    | Irlanda                    | 1   | 1      | 2     | 2     |
| 14    | Norvegia                   | 1   | 1      | 2     | 2     |
| 14    | Suedia                     | 1   | 1      | 2     | 2     |
| 18    | Ucraina                    | 1   | 0      | 2     | 3     |
| 19    | Coreea de Sud              | 1   | 0      | 1     | 2     |
| 20    | Belgia                     | 1   | 0      | 0     | 1     |
| 20    | Israel                     | 1   | 0      | 0     | 1     |
| 20    | Luxemburg                  | 1   | 0      | 0     | 1     |
| 20    | Portugalia                 | 1   | 0      | 0     | 1     |
| 20    | Slovenia                   | 1   | 0      | 0     | 1     |
| 20    | Uzbekistan                 | 1   | 0      | 0     | 1     |
| 26    | Statele Unite ale Americii | 0   | 4      | 1     | 5     |
| 27    | Ungaria                    | 0   | 3      | 3     | 6     |
| 28    | India                      | 0   | 3      | 2     | 5     |
| 28    | Regatul Unit               | 0   | 3      | 2     | 5     |
| 30    | Taipeiul Chinez            | 0   | 1      | 0     | 1     |
| 30    | Croația                    | 0   | 1      | 0     | 1     |
| 30    | Letonia                    | 0   | 1      | 0     | 1     |
| 30    | Thailanda                  | 0   | 1      | 0     | 1     |
| 30    | Insulele Virgine Americane | 0   | 1      | 0     | 1     |
| 35    | Canada                     | 0   | 0      | 2     | 2     |
| 36    | Brazilia                   | 0   | 0      | 1     | 1     |
| 36    | Columbia                   | 0   | 0      | 1     | 1     |
| 36    | Cipru                      | 0   | 0      | 1     | 1     |
| 36    | Noua Zeelandă              | 0   | 0      | 1     | 1     |
| 36    | Slovacia                   | 0   | 0      | 1     | 1     |
| Total | Total                      | 51  | 51     | 51    | 153   |

## Participarea României la Jocurile Mondiale Universitare
Cinci atleți (4 la feminin și 1 la masculin) au reprezentat România.
- Maria Mihalache – 100 m - locul 14, 200 m - locul 22
- Mihaela Blaga – 3000 m obstacole - locul 16
- Dragoș Pop – semimaraton - NT
- Diana Lătărețu – 20 km marș - NT
- Diana Ion – triplusalt - NS

## Participarea Republicii Moldova la Jocurile Mondiale Universitare
Trei atlete au reprezentat Republica Moldova.
- Andreea Stăvilă – 3000 m obstacole - locul 7
- Iuliana Dabija – triplusalt - locul 8
- Ecaterina Cernat – semimaraton - locul 16